# Kriptokrom
Kriptokromi (grško starogrško κρυπτό χρώμα - skrita barva) so razred fotoreceptivnih beljakovin pri rastlinah in živalih. So flavoproteini, ki absorbirajo modro svetlobo.
Udeleženi so v uravnavanju dnevnih (cirkadianih) ritmov ter zaznavanju magnetnega polja. Modra svetloba poleg tega vpliva tudi na fototropizem, vendar je v danem primeru udeležen drugi razred fotoreceptivnih beljakovin, imenovanih fototropini.

## Evolucijski izvor
Kriptokromi so v evolucijskem smislu zelo stare in visoko konzervirane molekule. Izvirajo iz sorodnih fotoliaz, ki so aktivirane preko svetlobe in sodelujejo pri popravljanju DNK. Pri evkariontih so kriptokromi izgubili izvorno encimsko aktivnost. Po nekaterih teorijah naj bi se živalski in rastlinski geni za kriptokrome razvili ločeno, vendar obstajajo podobnosti pri prevajanju kriptokromskih signalov.
Geni, ki nosijo zapis za dva kriptokroma, tj. CRY1 in CRY2, so prisotni v mnogih vrstah, med drugim tudi v človeku na 11. in 12. kromosomu.

## Mehanizem absorbiranja svetlobe
Kriptokromi vsebujejo dva kromofora, ki absorbirata svetlobo: pterin v obliki 5,10-metenil-6,7,8-tri-hidrofolne kisline (MHF) ter flavin v obliki flavin adenin dinukleotida (FAD). Pri kritosemenki Arabidopsis thaliana pterin absorbira svetlobo z valovno dolžino 380 nm, flavin pa pri 450 nm. Energija, ki jo absorbira pterin, se prenese na flavin. FAD je reduciran na FADH, ki verjetno sodeluje pri fosforilaciji določenih domen kriptokroma, kar sproži prevajanje signala, s pomočjo česar se uravnava izražanje genov v celičnem jedru.

## Funkcije

### Dnevni ritmi
Raziskave na živalih in rastlinah so pokazale, da so kriptokromi ključni pri nastanku in vzdrževanju dnevnih (cirkadianih ritmih). V koralah so del mehanizma, ki sproži razmnoževanje spomladi po polni luni, ki traja več noči zaporedoma. Pri rastlinah uravnavajo kriptokromi poleg fitokromov še fotomorfološke spremembe (npr. podaljšanje hipokotila) ter fotoperiodične odzive (npr. cvetenje).

### Zaznavanje magnetnega polja
V fotoreceptivnih celicah v očesih ptic so kriptokromi udeleženi pri magnetski orientaciji med selitvami.. Tudi pri vinski mušici Drosophila melanogaster so pomembni za zaznavanje magnetnega polja. Pri kritosemenki Arabidopsis thaliana vplivajo kriptokromi preko magnetnega polja na rast.
Po eni teoriji naj bi kriptokromi po obsevanju z modro svetlobo tvorili par radikalov. Spremembe v magnetnem polju naj bi delovale na spin elektronov v radikalih, kar bi vplivalo na čas, v katerem so proteini v aktivnem stanju. Le-ti bi vplivali na fotoreceptivne celice v mrežnici, zaradi česar naj bi živali »videle« magnetno polje.